# Oleg Znarok
Oleg Walerjewicz Znarok, ros. Олег Валерьевич Знарок, łot. Oļegs Znaroks (ur. 2 stycznia 1963 w Ust´-Katawie) – radziecki i łotewski hokeista. Reprezentant ZSRR i Łotwy. Trener hokejowy.

## Życie prywatne
Jego ojciec Walerij Znarok był trenerem piłkarskim i hokejowym. W latach 1963–1991 był obywatelem ZSRR, od 1991 do 2001 Łotwy, a od 2001 ma obywatelstwo niemieckie.

## Kariera zawodnicza
- Traktor Czelabińsk (1978-1982)
- Mietałłurg Czelabińsk (1980/1981)
- Dinamo Ryga (1983-1991)
- Stars Riga (1991/1992)
- RASMS Riga (1991/1992)
- Maine Mariners (1991/1992)
- EV Landsberg (1992-1995)
- HC Vítkovice (1993)
- EHC Freiburg (1995-2000)
- Heilbronner EC (2000-2002)

Naukę gry w hokeja rozpoczynał w klubie Traktor Czelabińsk z rodzinnego regionu. Następnie przeniósł się do Rygi w Łotewskiej SRR, skąd pochodzili jego rodzice. W zespole Dinama Ryga grał w latach 1983–1992. Jego partnerem w drużynie Dinama Ryga był Jevgeņijs Semerjaks, z którym obaj przyjaźnią się. Po upadku ZSRR przeniósł się do Ameryki Północnej i krótkotrwale występował w AHL, po czym powrócił do Europy. Od 1992 przez 10 lat grał w Niemczech w 3. lidze i od 1993 w 2. Bundeslidze. W tym czasie osiągał wybitne wyniki w indywidualnej skuteczności (w sezonie 3. ligi 1992/1993 uzyskał 220 punktów za 77 goli i 143 asysty w 66 meczach, w sezonie 1993/1994 2. Bundesligi uzyskał 188 punktów za 66 goli i 122 asysty w 56 meczach; barierę 100 punktów przekraczał w pięciu kolejnych sezonach).
W barwach ZSRR uczestniczył w turnieju mistrzostw Europy juniorów do lat 18 edycji 1981. Potem występował w barwach seniorskiej reprezentacji Łotwy, której był wieloletnim kapitanem. W jej barwach uczestniczył w turniejach mistrzostw świata edycji 1995, 1996 (Grupa B), 1997, 1998, 1999 (Grupa A). Podczas turnieju w 1996 był najlepszym strzelcem turnieju – Łotwa awansowała wówczas do Grupy A i od tego czasu gra w Elicie mistrzostw świata.

## Kariera trenerska
- HK Prizma Ryga (2003-2004), główny trener
- SK LSPA/Riga (2004-2008), główny trener
- Reprezentacja Łotwy (2003-2006), asystent trenera
- Reprezentacja Łotwy do lat 18 (2004), główny trener
- Reprezentacja Łotwy do lat 20 (2005-2006), główny trener
- Reprezentacja Łotwy (2007-2011), główny trener
- HK MWD Bałaszycha (2008-2010), główny trener
- OHK Dinamo (2010-2011), główny trener
- Dinamo Moskwa (2011-2014), główny trener
- Reprezentacja Rosji (2013-2018), główny trener
- SKA Sankt Petersburg (2016-2018), główny trener
- Olimpijscy sportowcy z Rosji (ZIO 2018), główny trener
- Reprezentacja Rosji do lat 20 (2018/2019), konsultant kadry
- Spartak Moskwa (2019-2021), główny trener
- Olimpijscy sportowcy z Rosji (ZIO 2018), asystent, konsultant
- Reprezentacja Rosji do lat 20 (2021/2022), asystent trenera
- Ak Bars Kazań (2022), główny trener

Po zakończeniu kariery zawodniczej został trenerem hokejowym na Łotwie. Od 2003 do 2008 pracował z klubami łotewskimi. Następnie został szkoleniowcem klubów w nowo powstałych rozgrywkach KHL. Wpierw prowadził klub HK MWD Bałaszycha w sezonach KHL (2008/2009) i KHL (2009/2010). W drugim sezonie dotarł do finału rozgrywek. W 2010 doszło do fuzji MWD z Dinamem Moskwa i od tego czasu Znaroks jest trenerem drużyny Dinama. W maju 2010 podpisał roczny kontrakt z klubem. W marcu 2011 przedłużył kontrakt. W latach 2012 i 2013 dwukrotnie zdobył z klubem mistrzostwo rozgrywek KHL. Dotychczas był trzykrotnie wybierany najlepszym trenerem sezonu KHL.
Jednocześnie pracował w ramach łotewskiej federacji hokejowej i przechodził kolejne szczeble zatrudnienia w reprezentacjach – wpierw juniorskich i w charakterze asystenta w kadrze seniorskiej, a od 2007 do 2011 był selekcjonerem pierwszej reprezentacji Łotwy. Jako asystent był na turniejach mistrzostw świata edycji 2003, 2005, 2006 oraz na zimowych igrzyskach olimpijskich 2006, zaś jako główny trener prowadził kadrę narodową na turniejach mistrzostw świata 2007, 2008, 2009, 2010, 2011 i na zimowych igrzyskach olimpijskich 2010.
26 marca 2014 został ogłoszony nowym selekcjonerem seniorskiej reprezentacji Rosji i tym samym odszedł z Dinama Moskwa. Podczas turnieju mistrzostw świata edycji 2014 na Białorusi zdobył z kadrą złoty medal. Jednocześnie w trakcie turnieju został zawieszony przez IIHF za obsceniczne gesty w stronę szkoleniowców reprezentacji Szwecji i nie mógł przebywać na ławce trenerskiej Rosji podczas meczu finałowego. Następnie prowadził Rosję na turniejach mistrzostw świata w 2015, 2016, 2017 oraz Pucharu Świata w 2016. Równolegle w czerwcu 2016 został głównym trenerem SKA Sankt Petersburg. W turnieju zimowych igrzysk olimpijskich 2018 prowadził zespół w ramach ekipy olimpijskich sportowców z Rosji. W kwietniu 2018 Federacja Hokeja Rosji ogłosiła, że nowym głównym trenerem kadry kraju został dotychczasowy asystent, Ilja Worobjow, zaś Znarokowi zaoferowano funkcję konsultanta szkoleniowego reprezentacji. Po sezonie KHL (2017/2018) odszedł także ze stanowiska trenera SKA (również w tym przypadku zastąpiony przez Worobjowa). W maju 2019 został ogłoszony głównym trenerem Spartaka Moskwa.
We wrześniu 2021 w mediach ogłoszono, że został po raz kolejny mianowany selekcjonerem kadry Rosji, tymczasem faktycznie miejsce to objął Aeksiej Żamnow, a Znarok został konsultantem i asystentem w sztabie, a poza tym też asystentem kadry Rosji do lat 20. 1 lipca 2022 został ogłoszony głównym trenerem drużyny Ak Bars Kazań. 2 grudnia 2022 ogłoszono jego odejście ze stanowiska.
Z okresu kariery zawodniczej zna się z Harijsem Vītoliņšem (obaj przez wiele lat razem grali w barwach Dinama Riga, a potem w Stars Riga), z którym pracował potem jako trener przy kadrze Łotwy, potem w MWD Bałaszycha, Dinamie Moskwa, reprezentacji Rosji, SKA Sankt Petersburg, Spartaku Moskwa.

## Sukcesy i wyróżnienia
Zawodnicze reprezentacyjne
- Złoty medal mistrzostw Europy juniorów do lat 18: 1981 z ZSRR
- Awans do Grupy A mistrzostw świata: 1996 z Łotwą

Zawodnicze klubowe
- Srebrny medal mistrzostw ZSRR: 1988 z Dinamem Ryga

Zawodnicze indywidualne
- Mistrzostwa Europy juniorów do lat 18 w hokeju na lodzie 1981:
  - Pierwsze miejsce w klasyfikacji kanadyjskiej turnieju: 16 punktów
  - Skład gwiazd turnieju[22]
- Mistrzostwa Świata w Hokeju na Lodzie 1996 Grupa B:
  - Pierwsze miejsce w klasyfikacji strzelców turnieju: 6 goli
  - Skład gwiazd turnieju
- Wysszaja liga 1990/1991:
  - Nagroda Rycerz Ataku (dla zawodnika, który strzelił trzy lub więcej goli w meczu)[23]

Szkoleniowe reprezentacyjne
- Złoty medal mistrzostw świata: 2014 z Rosją
- Srebrny medal mistrzostw świata: 2015 z Rosją
- Brązowy medal mistrzostw świata: 2016, 2017 z Rosją
- Złoty medal zimowych igrzysk olimpijskich: 2018 z olimpijskimi sportowcami z Rosji

Szkoleniowe klubowe
- Srebrny medal mistrzostw Rosji: 2010 z MWD Bałaszycha
- Pierwsze miejsce w Dywizji Tarasowa w sezonie regularnym: 2010 z MWD Bałaszycha
- Puchar Otwarcia / Puchar Łokomotiwu: 2010, 2012 z Dinamem Moskwa
- Pierwsze miejsce w Dywizji Bobrowa w sezonie regularnym: 2011 z Dinamem Moskwa
- Złoty medal mistrzostw Rosji: 2012, 2013 z Dinamem Moskwa, 2017 ze SKA Sankt Petersburg
- Puchar Gagarina / mistrzostwo KHL: 2012, 2013 z Dinamem Moskwa, 2017 ze SKA Sankt Petersburg

Wyróżnienia
- Najlepszy Trener Sezonu KHL: 2009/2010, 2011/2012, 2012/2013, 2016/2017[24][25]:
- Wyróżnienie z okazji 80-lecia łotewskiego hokeja: 2011[26]

Odznaczenia
- Order Aleksandra Newskiego (2018)[27]
- Order Honoru (2014)[28]
- Order Przyjaźni (2012)[29]
- Wdzięczność Prezydenta Federacji Rosyjskiej (2016)[30]
- Zasłużony Trener Rosji (2013)[31]
- Mistrz Sportu ZSRR

Rekord
- Liczba meczów w fazie play-off KHL w roli szkoleniowca: 118 (poprzedni do 2021 należał do Zinetuły Bilaletdinowa)[32]